# Sinagoga di Pomponesco
La sinagoga di Pomponesco, oggi dismessa, è situata in via Cantoni 15. La sala di preghiera, di proprietà privata, è usata come deposito di un bar. 

## La storia
La sinagoga settecentesca è testimonianza del prestigio e della prosperità raggiunti dalla comunità ebraica di Pomponesco. Con il declino demografico della comunità, tuttavia, la sinagoga fu smantellata nel Novecento. Il locale fu venduto ed è oggi usato come retrobottega di un bar. Priva di arredi, la sala conserva l'architettura e le decorazioni originarie, in un discreto stato di conservazione, considerate le presenti condizioni di degrado funzionale. Si tratta di una grande ambiente quadrato sormontato da una cupola rotonda con un elegante lucernaio al centro (ben visibile anche dall'esterno). Le pareti erano affrescate in blu, con stucchi, rilievi architettonici e iscrizioni in ebraico. L'importanza storica e culturale del luogo richiederebbe interventi urgenti di tutela e restauro e un recupero dell'ambiente a fini culturali. 